# دخان مقدس! (فلم)
دخان مقدس! (بالإنجليزية: Holy Smoke!) هو فلم دراما أسترالي تم إنتاجه في سنة 1999 وهو من إخراج جين كامبيون وإنتاج جان تشابمان وتأليف أنا كامبيون شقيقة جين كامبيون وبطولة كيت وينسليت وهارفي كيتل، وقد تم عرض الفلم في مهرجان البندقية السينمائي وفي مهرجان نيويورك السينمائي وفي مهرجان وجوائز تايبيه.

## روابط خارجية
- مقالات تستعمل روابط فنية بلا صلة مع ويكي بيانات